# ریزش خاکستر
ریزش خاکستر (به کره‌ای: 백두산) که با عنوان کوه پکتو نیز شناخته می‌شود، فیلم کره‌جنوبی با ژانر اکشن است که در سال ۲۰۱۹ به کارگردانی لی هائه جون و کیم بیونگ سو ساخته شده است، در این فیلم ستارگانی همچون لی بیونگ هان، ها جونگ وو، ما دونگ سوک، به سوزی و جئون هه جین ایفای نقش کرده‌اند. این فیلم در دسامبر سال ۲۰۱۹ در کره‌جنوبی اکران شد. این فیلم یکی از پر هزینه‌ترین فیلم‌های سینمای کره بوده به طوری که بودجه‌ای نزدیک به ۲۶ میلیون دلار برای ساخت آن هزینه شده است.

## خلاصه داستان

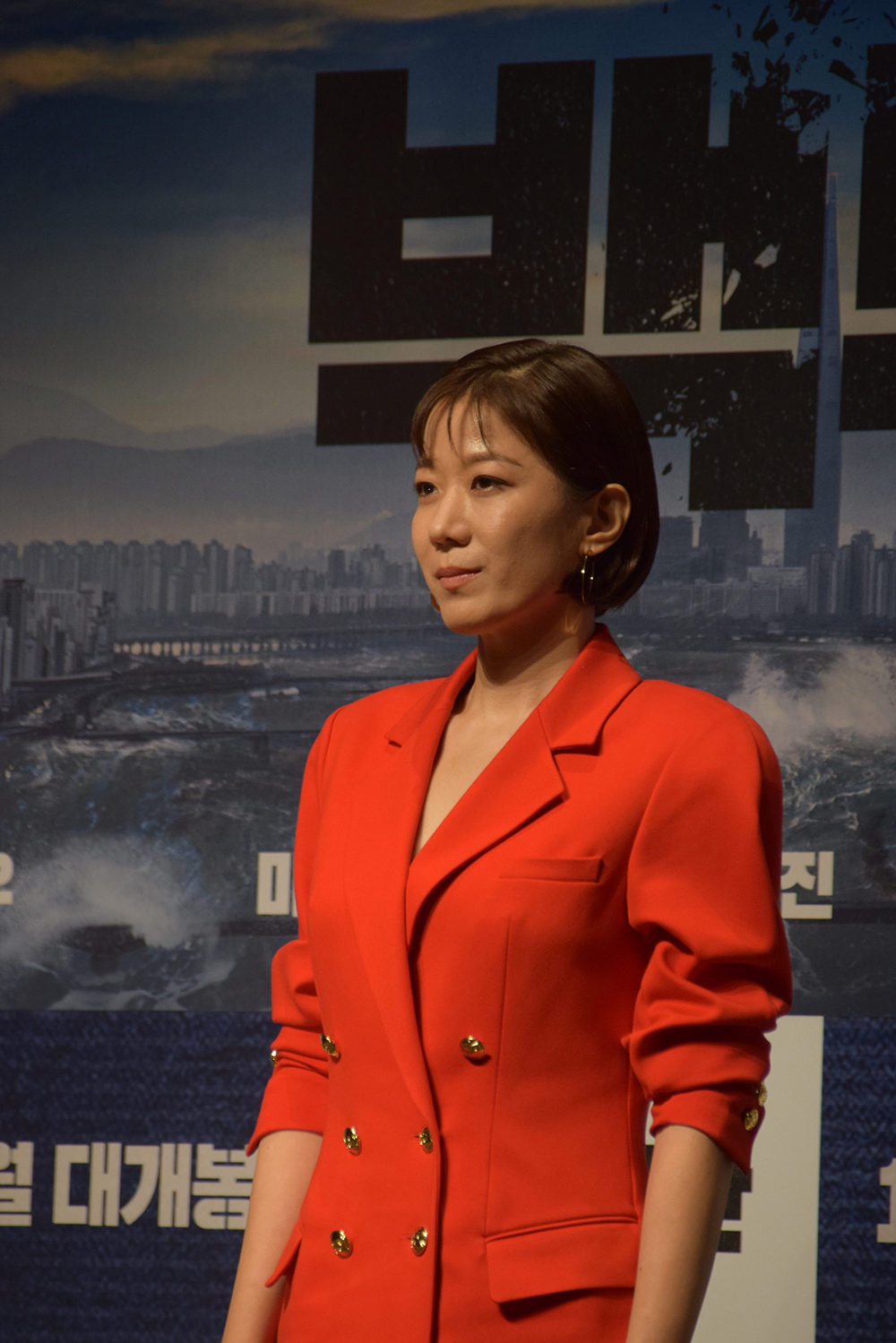
سایت توجیهی تولید فیلم «کوه باکدو» در کوه پائکتو (19.11.2019)

کوه پکتو آتشفشانی فعال در مرزهای چین و کره شمالی است که به طور ناگهانی فوران می‌کند و زمین لرزه‌های شدیدی را در کره شمالی و کره جنوبی ایجاد می‌کند و همه جا را به نابودی می‌کشاند. جون یو کیونگ (جئون هه جین) برای جلوگیری از فاجعه دیگر، عملیاتی را بر اساس نظریه‌ی استاد کانگ بونگ ری (ما دونگ سوک) برنامه‌ریزی می‌کند. داستان این فیلم اکشن و مهیج از آنجایی جالب می‌شود که جو این چانگ (ها جونگ وو) در حالی که همسر باردار خود چوی جی یونگ (به سوزی) را که در تلاش برای زنده ماندن در برابر فاجعه است در سئول تنها می‌گذارد و به عنوان کاپیتان تیم نیروهای ویژه‌ی این عملیات انتخاب می‌شود. جو این چانگ به ناچار با لی جون پیونگ (لی بیونگ هان) که بخشی از ارتش خلق کره در کره شمالی است همکاری می‌کند تا با خلافکارانی که از این فرصت استفاده می‌کنند تا به هدف خود برسند، مبارزه کنند…

## بازیگران

### اصلی
- لی بیونگ هان در نقش لی جون پیونگ (جاسوس)[۹][۱۰]
- ها جونگ وو در نقش جو این چانگ[۱۱]
- ما دونگ سوک در نقش کانگ بونگ ری (دانشمند)[۱۲]
- به سوزی در نقش چوی جی یونگ (همسر این چانگ)[۱۳][۱۴]
- جئون هه جین در نقش جون یو کیونگ (دبیر کل مین جونگ سو از کاخ آبی)[۱۵]

### بازیگران فرعی
- لی سانگ وون در نقش پارک تائه شیک[۱۶]
- اوک جا یون در نقش گروهبان مین[۱۶]
- هان سو هیون در نقش آقای گروهبان کیم[۱۶]
- کانگ شین چول در نقش ستوان هان[۱۶]
- کیم سی آ در نقش سون اوک (دختر جون پیونگ)[۱۶]

### بازیگران مهمان
- لی گیونگ یونگ در نقش ژنرال چوی[۱۶]
- جو هان چیول در نقش سرهنگ[۱۶]
- چویی کوانگ ایل در نقش رئیس جمهور[۱۶]
- لیم هیونگ گوک در نقش چن[۱۶]
- جیون دو یون در نقش سون هوا[۱۶]
- نام سونگ جون در نقش کارمندان گروهبان ها در دفع مواد منفجره انفجاری[۱۶]
- کیم مین شیک در نقش کارمندان گروهبان کیم در دفع مواد منفجره انفجاری[۱۶]
- پارک جی هونگ در نقش کارمندان گروهبان پارک در دفع مواد منفجره انفجاری[۱۶]
- سئو هیون وو در نقش معاون رئیس دپارتمان[۱۶]
- پارک تائه سان در نقش نماینده چینی[۱۶]
- کیم جون وو در نقش سرهنگ دوم[۱۶]
- نام مون چیول در نقش عضو کابینه ۱[۱۶]
- پارک سونگ گیون در نقش عضو کابینه ۲[۱۶]
- سون سونگ چان در نقش عضو کابینه ۳[۱۶]
- جونگ یونها در نقش مترجم کره ای[۱۶]
- کیم یون کیو در نقش دستیار پرستار[۱۶]
- کیم جائه چول در نقش دبیر فرماندهی امنیت ارتش[۱۶]
- یانگ دهیوک در نقش نماینده اتاق ۲[۱۶]
- پارک جیهون در نقش رئیس سرویس امنیتی[۱۶]
- دانیل جوی آلبرایت در نقش نماینده ویژه بو چون آمریکا[۱۶]
- رابرت کوتیس براونر در نقش سفیر ایالات متحده[۱۶]
- سئو میونگ چان در نقش وزیر دفاع[۱۶]
- چا سی وون در نقش عضو ستاد ارتش[۱۶]
- سئو سوک کیو در نقش خبرنگار وای‌تی‌ان[۱۶]
- نام سانگ جی در نقش پرستار[۱۶]
- سون یونگ سون در نقش مادربزرگ پناهنده[۱۶]
- کو هان مین در نقش جمعیت کره شمالی[۱۶]
- هان چانگ مین در نقش کودکی گریان در ایستگاه گانگنام[۱۶]
- اوه جی یونگ در نقش شهروند زن سئول[۱۶]
- یانگ جیسو در نقش افسر حمل و نقل[۱۶]
- آن سوک هیون در نقش پسر روستا[۱۶]

## تولید
تولید فیلم ریزش خاکستر پس از پنج ماه فیلمبرداری در تاریخ ۲۱ ژوئیه به پایان رسید.

## پخش
این فیلم در ۱۹ دسامبر ۲۰۱۹ در کره جنوبی و در ۲۰ دسامبر در ایالات متحده اکران شد. همچنین این فیلم در تاریخ ۲۴ دسامبر در تایوان، اول ژانویه سال ۲۰۲۰ در هنگ کنگ، ۲ ژانویه در سنگاپور و مالزی، ۸ ژانویه در اندونزی، ۹ ژانویه در تایلند و استرالیا و ۳۱ ژانویه در ویتنام اکران شد.

## دریافت‌ها

### واکنش منتقدانه
بر اساس بازبینی جمعی راتن تومیتوز، این فیلم مبنی بر ۷ نشریه دارای رتبه تأیید ۷۱ درصد با میانگین امتیاز ۶/۱۰ است.

### باکس آفیس
طبق اعلام شورای فیلم کره‌ای، فیلم ریزش خاکستر تا روز دوشنبه که تنها چهار روز از انتشار آن گذشته بود در ۱۹ دسامبر ۲.۴۶ میلیون بیننده را به خود جلب کرد.

### تشویق
در پنجاه و ششمین مراسم اهدای جایزه ناقوس بزرگ، این فیلم در ۴ بخش نامزد شد که در ۲ بخش آن جایزه کسب کرد.

## جوایز و نامزدها
| سال  | مراسم                                      | عنوان جایزه               | گیرنده         | نتیجه    | منبع   |
| ---- | ------------------------------------------ | ------------------------- | -------------- | -------- | ------ |
| ۲۰۲۰ | پنجاه و ششمین مراسم اهدای جایزه ناقوس بزرگ | جایزه بهترین بازیگر مرد   | لی بیونگ هان   | برنده    | [ ۲۵ ] |
| ۲۰۲۰ | پنجاه و ششمین مراسم اهدای جایزه ناقوس بزرگ | جایزه فنی (جلوه های بصری) | آندراس ایکلادی | برنده    | [ ۲۵ ] |
| ۲۰۲۰ | پنجاه و ششمین مراسم اهدای جایزه ناقوس بزرگ | جایزه بهترین موسیقی       | بنگ جون سوک    | نامزدشده |        |
| ۲۰۲۰ | پنجاه و ششمین مراسم اهدای جایزه ناقوس بزرگ | جایزه بهترین نورپردازی    | چو کیو یونگ    | نامزدشده |        |
| ۲۰۲۱ | چهل و یکمین مراسم جوایز فیلم اژدهای آبی    | جایزه محبوب ترین فیلم     |                | برنده    | [ ۲۶ ] |
| ۲۰۲۱ | چهل و یکمین مراسم جوایز فیلم اژدهای آبی    | جایزه فنی                 | جین جونگ هیون  | برنده    | [ ۲۶ ] |